# Erazmów
Erazmów [pronunciación en polaco: /ɛˈrazmuf/] es un pueblo en el distrito administrativo de Gmina Koluszki, dentro del Distrito de Łódź Oriental, Voivodato de Łódź, en Polonia central. Se encuentra aproximadamente 3 kilómetros al noreste de Koluszki y 25 kilómetros al este de la capital regional, Łódź.
El pueblo tiene una población de 80 habitantes.